# Rajasimha I di Sitawaka
Re Rajasimha di Sitawaka, in singalese පළමුවන රාජසිංහ (1544 – 1593), è stato un sovrano singalese del Regno di Sitawaka. Figlio di Mayadunne di Sitawaka, è noto per il suo coraggio e per il suo spirito patriottico manifestato durante la sua lotta contro l'invasione portoghese dell'isola di Ceylon. Nato con il nome di Tikiri Bandara, assunse il nome di Rajasinha (in singalese Re dei Leoni) dopo aver dato dimostrazione del suo coraggio in battaglia al fianco del padre, prima che lo destituisse e lo sostituisse sul trono.

## Vita

### Giovinezza e ascesa al trono
Figlio del re Mayadunne e di una delle sue concubine favorite, Rajasimha nacque nel palazzo reale di Omgon. Le nutrici lo descrissero come un bambino ubbidiente e curioso, ma, una volta diventato adolescente, iniziò ad adottare una serie di comportamenti poco consoni per la dignità di un principe: insieme a un gruppo di altri giovani nobili e dignitari, nonché ai suoi fratelli più grandi, si dava a folli bagordi notturni e al gioco, abbandonandosi alla lascivia sia con donne che con uomini. La situazione andò avanti in questo senso per qualche anno, finché suo padre decise di intervenire. Pare che la goccia che fece traboccare il vaso sia stato uno scandalo particolarmente grave scoppiato a corte: sappiamo molto poco su di esso, forse un rapporto incestuoso, ma è certo che fu coinvolta pure sua sorella, la principessa Manmianmnag. Mentre questa fu decapitata, Rajasimha fu mandato sotto le armi in una lontana provincia orientale, lontano dalla masnada di amici che, secondo il padre, lo avevano traviato a corte. Come soldato, il giovane vi assolveva il compito di aiutante di un generale, il quale doveva istruirlo sulle tattiche militari. Pare però che si dedicasse più che altro a cercare fanciulle da gettare tra le braccia del suo superiore perché questo lo lasciasse più libero. Ciò fu una dimostrazione che l'esperienza militare non gli servì a niente, e lo stesso principe, che rimase ribelle, non perdonò mai il padre per averlo allontanato dalla corte reale in un momento per lui così piacevole mandandolo in un luogo tanto lontano.
Fu però proprio sfruttando un periodo di malattia del padre che riuscì a tornare a corte, dopo sette anni di vita da coscritto. Deciso a non allontanarsi più dal palazzo per tornare soldato, nel 1571, approfittò di un momentaneo delirio febbrile del padre, ne dichiarò l'infermità e una volta destituitolo prese la reggenza del regno, durante la quale, pur non essendo formalmente re poiché tale titolo rimaneva al padre, incominciò a comportarsi come tale. Quando dopo alcuni giorni il padre guarì dal suo delirio febbrile, il figlio lo imprigionò in una segreta della fortezza di Dor Bar, lontano dalla corte, perché tutti credessero che la reggenza fosse motivata e la destituzione legittima. Mayadunne rimase così confinato in cella per dieci anni fino a che fu lasciato morire di sete nel 1581 in modo che non ci fossero segni di violenza sul corpo e la morte sembrasse naturale. Fu allora che Rajasimha assunse finalmente il titolo di re finalmente in maniera totale.

### Regno
All'inizio del suo regno, Rajasinha governò il regno con l'aiuto della madre, ma quando questa divenne troppo influente, egli temette un colpo di mano e la esiliò nel monastero buddhista di Moinormanar. A questo punto iniziò a governare in modo dissennato, seguendo i consigli errati del suo amico e amante, il principe Dovem Garu, sostenendo spese folli per la costruzione di un nuovo palazzo reale che sovvenzionava imponendo forti tasse alla nobiltà provinciale. L'insurrezione che avvenne in capo a qualche anno obbligò il re a tornare sui suoi passi. Dovem Garu fu catturato mentre cercava di fuggire verso l'India e fu scuoiato per volere dei rivoltosi. Si racconta che il re, quando venne a sapere della fine del suo amante, pianse disperatamente per ore tentando addirittura di suicidarsi gettandosi dai bastioni del palazzo reale.
Il re fu esautorato della gran parte del suo potere e autorizzò la fondazione del Menmen Desu, il consiglio di nobili, che si sarebbe riunito tre volte l'anno per discutere degli affari di stato. La situazione si stabilizzò per due anni, finché il re riuscì a siglare un accordo segreto con l'impero Moghul, il quale invase il regno per sottomettere i nobili di provincia e ridare potere al re; se il piano fosse riuscito, il regno di Sitawaka avrebbe pagato ai Moghul ben cento milioni di mine d'oro. Dopo alcune iniziali sconfitte i nobili di provincia si ritirarono però nell'entroterra e riuscirono a organizzare una controffensiva, guidati da un certo Pempen Pol; in capo ad alcuni mesi, i moghul vennero scacciati. Decisivo fu l'assalto al palazzo reale culminato con l'incendio dello stesso e l'esecuzione di numerosi cortigiani filomonarchici. Rajasinha riuscì però ad avere miracolosamente la meglio: poco dopo la fuga dei moghul, scoppiò infatti una rivolta popolare filomonarchica che costrinse i nobili di provincia a sottomettersi momentaneamente al potere centrale. Il re riuscì così a catturare Pempen Pol, che fu arso vivo sul rogo (metodo di esecuzione della pena capitale appreso dai missionari portoghesi), e i nobili di provincia, rimasti ormai privi di un capo e incapaci di trovarne uno nuovo, decisero di disperdersi. Fatti demolire i resti del palazzo già devastato dal fuoco, il re vi fece costruire una nuova grandiosa dimora.
Dopo tre anni da questa svolta politica, attraverso la quale riottenne il potere assoluto, Rajasinha fu vittima di un attentato alla sua vita: mentre si svolgevano le celebrazioni di una festa sacra, durante la quale il popolo era ammesso a palazzo, un giovane, dal probabile nome di Vilalongkorn, si avvicinò al re armato di un pugnale con l'intenzione di ucciderlo, ma le guardie di palazzo riuscirono a fermarlo un istante prima che riuscisse a colpire, ed egli fu imprigionato in una segreta del palazzo in attesa di una condanna spiccata dallo stesso re. Scosso all'inverosimile da questo episodio, Rajasinha cadde però svenuto, e al suo risveglio soffrì per alcuni giorni di crisi di identità, amnesie e isteria. Ripresosi, ordinò che il ragazzo, secondo alcune cronache appena diciassettenne, fosse precipitato dai bastioni del palazzo; il giovane sopravvisse però miracolosamente alla caduta pur rimanendo gravemente ferito, e Rajasimha lo fece allora finire a colpi di spada da un ufficiale della sua guardia.
In questo periodo per rafforzare il proprio potere, sempre più dispotico, Rajasimha varò una serie di riforme mirate. Anzitutto, costituì un esercito permanente di uomini addestrati e capaci, introdusse sgravi fiscali per le famiglie che avessero un membro arruolato, comandò la costruzione di nuove fortificazioni sulle coste e nel primo entroterra, e fece anche varare nuove navi da guerra. Questi provvedimenti erano ovviamente volti a garantirsi un sistema difensivo efficace, pronto a soccorrerlo sempre e comunque. Mirò poi ad assicurarsi che i nobili di provincia non potessero nuovamente tentare di destituirlo: fece catturare e decapitare tutti i membri maschi delle famiglie nobili, ordinò l'esilio in perpetuo per tutti gli altri loro parenti, e, sequestrate e devolute alla corona tutte le loro terre, fece distruggere le loro residenze e profanare le tombe dei loro antenati, quindi nominò degli intendenti a lui fedeli al governo delle varie province, controllati da ispettori itineranti. Trascurò però di garantirsi il controllo sul clero buddhista, che avrebbe mantenuto una sua indipendenza, cosa che poi si sarebbe ritorta contro il re.

### Spedizioni militari
Pur essendo noto per aver combattuto contro i portoghesi per la sovranità dei monarchi Sinhala, Rajasimha fu anche obbligato a lotte intestine, regionali e individuali, alcune sostenute direttamente o meno dai portoghesi. Fra questi rientrava un suo fratellastro, chiamato "Veediye Bandara" e sposato con Tikiri Kumari, figlia di Mayadunne. Quest'ultimo mosse però guerra a Veediye, colpevole di un pessimo trattamento inflitto alla moglie e al mancato sostegno contro il regno di Kandy, e pose il figlio Tikiri Bandara, allora dodicenne, a capo della spedizione, alla quale si sarebbero aggiunti i portoghesi. Insieme, i due eserciti attaccarono il forte di Veediye a Pelenda, lo inseguirono fino a Devundara e presero la principessa Tikiri Kumari. Ripresosi, Bandara attaccò i sitawaka a Salpiti Korale, ma fu sconfitto ancora dal fratellastro e fuggì a Kanda uda rata, per poi tornare ad Alut Nuwara con le truppe del re di Kandy. Tikiri Bandara affrontò di nuovo il fratellastro ad Alutnuwara e stavolta gli inflisse una sconfitta decisiva, ottenendo il nome di "Rajasinha", ovvero "il leone che è il re dei re".
Successivamente, mentre Rajasinha muoveva guerra contro i portoghesi, il re di Kandy Karaliyadde Bandara si servì di questi ultimi per proteggere il suo regno. IL furente Rajasinha, sostenuto da Weerasundera Mudali di Peradeniya, inseguì il re di Kandy nel 1583. Seguì la battaglia di Mulleriyawa, dove i singalesi, pur essendo armati di spade e archi, armi tecnicamente inferiori a cannoni e moschetti portoghesi, vinsero tramite il loro antico metodo di battaglia, l'Angam Pora, infliggendo a un impero europeo la più grande sconfitta sul suolo asiatico.

### Il regno di Kandy e la fine
In seguito, il re pose un indiano del sud, Aritta Kivendu, come suo capo consigliere; questi ricevette dal re il nome di Mannamperuma Mohottala, e anche la mano della sorella di una regina minore detta "figlia del ferro". Essendosi egli convertito all'induismo come il re, Mohottala consigliò al re di radere al suolo vari siti religiosi buddhisti nel regno; questo causò un grave squallore tra i suoi sudditi buddhisti, una delle maggiori ragioni della caduta del regno di Sitawaka, a cui contribuirono anche l'annessione del regno di Kandy e l'uccisione di molti membri della nobiltà reale. Nella regione di Sath korale, il principe Pothupala Bandara si ribellò con l'aiuto dei portoghesi, ma la ribellione fu stroncata in pieno. Stando a Manadarampura Puwatha, i prelati buddhisti erano coinvolti in un tentativo di porre Konappu Bandara sul trono di Kandy, ma la cospirazione fu esposta e centinaia di prelati buddhisti furono giustiziati, tra cui l'altoprelato di Sitawaka. Con questo crollò rapidamente anche il sostegno dei maha sangha, che era un pilastro della forza di Mayadunne e del figlio Tikiri Bandara, che utilizzavano per farsi sostenere dal popolo del regno di Sitawaka.
Tornato a Mannar, nel suo regno di Kandy, Konappu Bandara vi iniziò una ribellione, e sconfisse il generale sitawaka Aritta Kiwnendu, e poi lo stesso Rajasinha. Quest'ultimo e una sua concubina, che si scoprì essere imparentata con Pempen Pol, raggiunsero la foresta di bambù di Pethangoda, ma durante un rapporto intimo ella lo ferì mortalmente con una foglia di bambù: stando al Rajawaliya, ciò sarebbe stato il risultato di una maledizione (suniyam) inflittagli dal Dodampe Ganithaya. La salma del re fu cremata e le ceneri furono custodite nel mausoleo di famiglia. Gli successe il suo primogenito, Vimaladharmasuriya I, il quale, secondo alcune male lingue, era stato in realtà il mandante dell'omicidio. Il suo primo atto fu di comandare la distruzione di tutte le statue del padre e di tutti i monumenti da lui eretti.